# Primero la vida de las personas
Kokumin no Seikatsu ga Dai'ichi (国民の生活が第一 , literalmente Primero la vida de las personas?) fue un partido político japonés de efímera existencia en 2012. Ocupó 37 de las 480 bancas de la Cámara de Representantes, y 12 en la Cámara de Consejeros que posee 242 miembros. Entre sus aspiraciones estuvo eliminar completamente la producción de energía nuclear en Japón. El 28 de noviembre de 2012 se fusionó con el Partido del Mañana de Japón de Yukiko Kada.

## Fundación
El partido fue fundado por Ichiro Ozawa y otros 48 miembros de la dieta que militaban en el Partido Democrático de Japón (DPJ) luego de que el gobierno de Yoshihiko Noda del DPJ votara el aumento del impuesto al consumo para elevarlo desde el 5% al 10%. La reunión inaugural se realizó en el museo del Parlamento el 11 de julio de 2012. Los miembros de la dieta incluían 37 miembros de la Cámara Baja y 12 miembros de la Cámara Alta. Para mediados de julio de 2012 el partido era el tercer partido más importante de la Cámara Baja luego del DPJ y del Partido Liberal Democrático, y el cuarto bloque más grande en la Cámara Alta luego del DPJ, LDP, y Nuevo Kōmeitō.